# تپه حیدرآباد (هـ. ۲۲)
تپه حیدرآباد (هـ. ۲۲) در شهرستان هرسین، روستای حیدر آباد، رودخانه دینور آب واقع شده و این اثر در تاریخ ۲۴ فروردین ۱۳۸۲ با شمارهٔ ثبت ۸۱۴۲ به‌عنوان یکی از آثار ملی ایران به ثبت رسیده است.